# 638
638 (DCXXXVIII) je bilo navadno leto, ki se je po julijanskem koledarju začelo na četrtek.

## Dogodki
- Arabci zavzamejo Jeruzalem.